# Flagge Südvietnams

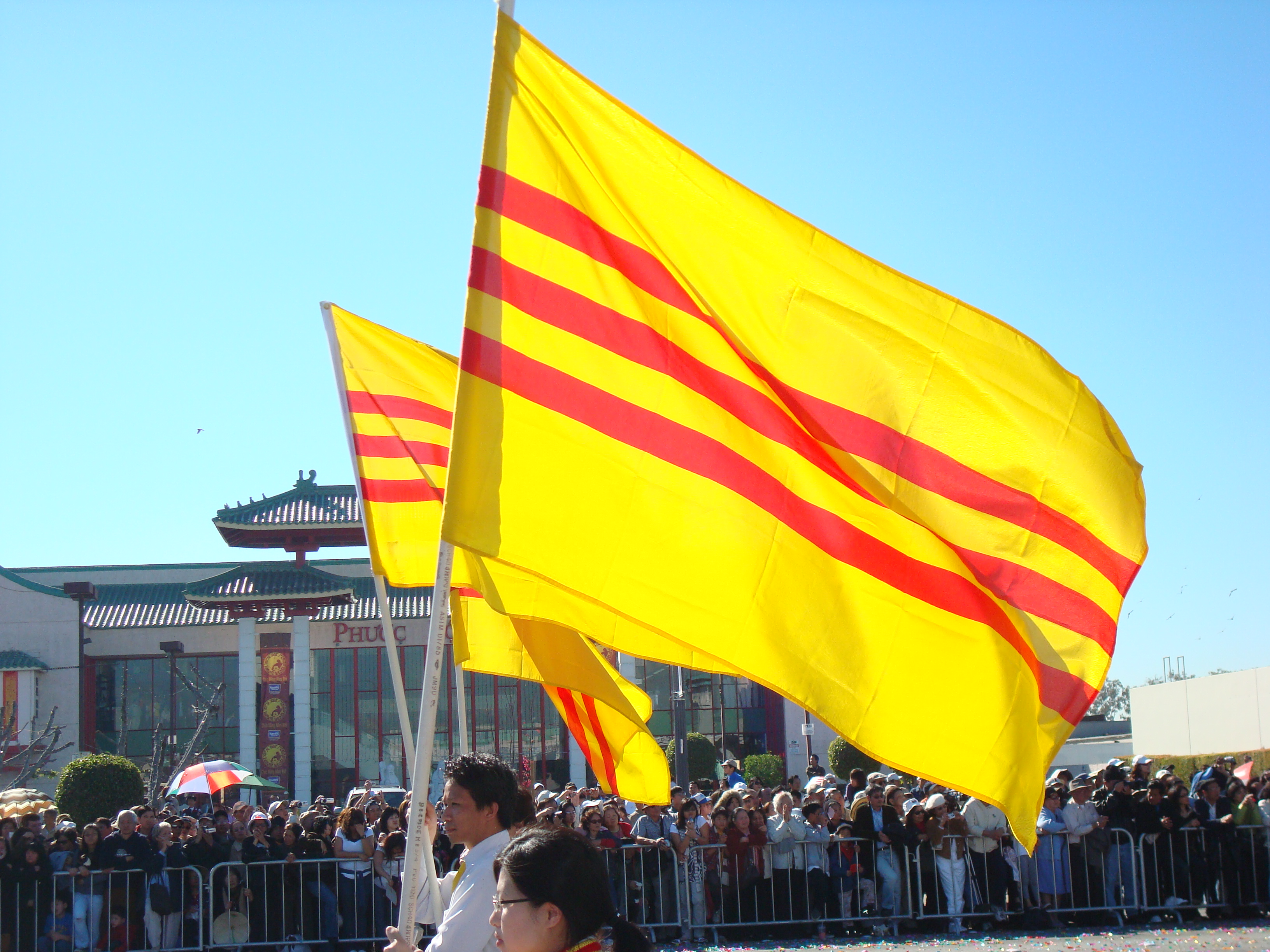
Vietnamesen in den USA zeigen die alte Flagge

Die Flagge Südvietnams diente Südvietnam zwischen 1948 und 1975 als Nationalflagge. Die Flagge findet in Vietnam heute keinen offiziellen Gebrauch mehr, wird aber weiterhin von vielen Exil-Vietnamesen, insbesondere in den USA gezeigt. (siehe auch: Boat People)

## Geschichte
Das gelbe Flaggentuch geht auf die traditionelle Flagge des annamitischen Herrscher zurück; gelb war die Farbe der Kaiser. Die drei roten Streifen symbolisieren die drei Landesteile Vietnams (Tonkin, Annam und Cochinchina). Kaiser Khải Định führte 1916 die beiden äußeren roten Streifen ein. Der dritte mittlere Streifen wurde 1945 für das Kaiserreich Vietnam eingeführt. Die Streifen hatten ein Breitenverhältnis von 5:1:1:1:1:1:5, der mittlere rote Streifen war im Verhältnis von 5:1:5 unterbrochen. Das Seitenverhältnis der Flagge war 3:5. 1948 wurde die Unterbrechung in der Mitte abgeschafft und die endgültige Form definiert. 1954 wurde Südvietnam unter dem Namen Staat Vietnam eigenständig und behielt die alte Flagge bei.
Nach der Kapitulation Südvietnams am 30. April 1975 wurde die kommunistisch dominierte Republik Südvietnam gegründet. Die alte Flagge wurde bis zur Vereinigung mit der Demokratischen Republik Vietnam (Nordvietnam) im Juli 1976 durch die Flagge der FNL ersetzt.

3:5  Kaiserreich Vietnam, 1945
2:3 Flagge der Republik Südvietnam, 30. April 1975 bis 2. Juli 1976